# Филипп Мантский
Филипп Мантский (фр. Philippe de Mantes; 1093 — после 1133) — французский аристократ, граф Манта и сеньор де Меюн в 1104—1109 годах, сын короля Франции Филиппа I и Бертрады де Монфор.

## Биография
Филипп родился от второго брака короля Франции Филиппа I с Бертрадой де Монфор, считавшегося церковью незаконным. У него был старший единокровный брат Людовик, но мать Филиппа пыталась добиться короны для своего сына. Она даже организовала покушение на своего пасынка, но тот выжил и был признан отцом в качестве наследника.
В 1104 году Филипп по желанию короля женился на Елизавете де Монлери, внучатой племяннице сенешаля Ги де Рошфора. В качестве приданого жены он получил замок Монлери, а свадебным подарком от старшего брата стали графство Мант и синьория Меюн.
После смерти отца в 1108 году Филипп поднял мятеж против взошедшего на престол Людовика Толстого. Его союзниками стали дядя Амори III де Монфор и единоутробный брат Фульк Анжуйский, но мятеж закончился поражением. К 1109 году Филипп потерял все свои владения. После этого он жил при дворе Монфоров; во время войны его дяди с Генрихом Боклерком в 1119 году Филипп оборонял Эврё. Позже он примирился с королём Людовиком. В последний раз Филипп упоминается в королевской грамоте, датированной 1133 годом.